# Charles Jean-Baptiste Jacques Édouard Reynaud de Trets
Le baron Charles Jean-Baptiste Jacques Édouard Reynaud de Trets est un homme politique français né le 29 mai 1779 à Marseille (Bouches-du-Rhône) et mort le 9 juin 1863 à Marseille.

## Biographie
Charles Jean-Baptiste Jacques Édouard Reynaud de Trets est le fils de Pierre Emmanuel Edouard Reynaud, baron de Trets, officier au service du Roi d'Espagne, et de Marie Magdelaine Gallet. Il avait épousé Rosine Ollive, fille d'un négociant.
Il est membre de la garde nationale organisée à Marseille après le 9 Thermidor an II pour réprimer les mouvements révolutionnaires et contenir les Jacobins.
Membre du conseil d'administration de la Société de bienfaisance de Marseille à partir de 1806, il devient commissaire répartiteur à Marseille en 1807, administrateur des Secours publics en 1809, des Hospices civiles et militaires en 1810 et du Mont-de-Piété en 1813.
Il devient président de section à Marseille et membre du collège électoral du département des Bouches-du-Rhône en 1813.
Chef de bataillon dans la garde nationale de Marseille et partisan des Bourbons, il est député par celle-ci auprès du roi Louis XVIII en 1814 et fait preuve d'un grand zèle royaliste pendant les Cent-Jours, rejoignant le duc d'Angoulême. 
Le 22 août 1815, il est élu député des Bouches-du-Rhône et siège dans la majorité de la Chambre introuvable. Il est également conseiller municipal de Marseille à partir de 1814 et directeur des postes à Marseille.
Le boulevard Reynaud-de-Trets à Marseille est baptisé en son hommage.

## Sources
- « Charles Jean-Baptiste Jacques Édouard Reynaud de Trets », dans Adolphe Robert et Gaston Cougny, Dictionnaire des parlementaires français, Edgar Bourloton, 1889-1891 [détail de l’édition]